# Frank Palomino
Pour les articles homonymes, voir Palomino.
Frank Alberto Palomino Olazábal, né à Cuzco au Pérou le 1er décembre 1970, est un footballeur péruvien qui jouait au poste de milieu de terrain. Il est actuellement entraîneur.

## Biographie

### Carrière de joueur

#### En club
Surnommé Paluco, Frank Palomino est formé au Cienciano del Cusco de sa ville natale où il joue de 1989 à 1992. Il rejoint ensuite l'Universitario de Deportes où il remporte le championnat du Pérou en 1993, disputant aussi un match de la Copa Libertadores 1993. 
Ayant peu de temps de jeu avec l'Universitario – remplaçant de Roberto Martínez Vera-Tudela et Jorge Amado Nunes – il poursuit sa carrière en 1994 au Ciclista Lima suivi du Deportivo Sipesa, FBC Melgar, Cienciano et Deportivo Wanka, en plus de deux expériences à l'étranger au Yunnan Hongta FC en Chine puis au CD Luis Ángel Firpo au Salvador. Il tire sa révérence en 2006 au sein du club qui l'avait lancé à ses débuts, le Cienciano del Cusco. 

#### En équipe nationale
International péruvien, Frank Palomino compte neuf capes en équipe nationale de 1994 à 2001. Il dispute notamment la Copa América 1997 en Bolivie où le Pérou atteint les demi-finales.

### Carrière d'entraîneur
Frank Palomino dirige en 2010 le Deportivo Garcilaso. L'année suivante, il prend en charge l'équipe réserve du Cienciano del Cusco. 